# Frančišek Župec
Frančišek Župec, slovenski študentski funkcionar, * 14. januar 1920, Borovci, † 16. marec 1942, Ljubljana.

## Življenje in delo
Župec je leta 1940 pričel študirati pravo na ljubljanski PF ter bil tu član katoliškega akademskega kluba Straža. Ker se študentje septembra 1941 niso hoteli vpisovati v enotno vseučiliščno organizacijo, je italijanski okupator zagrozil, da bo univerzo zaprl ter izgnal vse študente, ki niso z italijanskega zasedbenega območja. Župec je na prigovarjanje sprejel mesto podzaupnika v dvanajstčlanskem direktoriju univerzitetne organizacije Organizzaazione Universitaria di Lubiana, ki je delovala pod pokroviteljstvom Gioventu Universitaria Fascista. V tej funkciji je vztrajal kljub pozivu VOSa naj odstopi; okupator naj bi ga  oborožil in zavaroval. Osumljenega, da sodeluje tudi pri italijanskih racijah in pri odkrivanju študentov simpatizerjev in privržencov OF, ga je VOS usmrtila.